# Clube Atlético Sorocaba
Clube Atlético Sorocaba is een Braziliaanse voetbalclub uit de stad Sorocaba in de deelstaat São Paulo.

## Geschiedenis
De club werd in 1991 opgericht als een basketbalclub. Op 15 maart 1993 werd de club ook een voetbalclub na een fusie met Clube Atlético Barcelona en Estrada de Ferro Sorocabana FC. De club speelde van 1994 tot 1998 in de Série C, de beste prestatie was een derde ronde in 1996, toen de club uitgeschakeld werd door Botafogo FC. Daarna speelde de club opnieuw in de Série C van 2001 tot 2005. Frappant is dat de club wel al van 1994 op nationaal niveau speelde, maar in het staatskampioenschap, het Campeonato Paulista pas in 2004 de hoogste klasse kon bereiken. Na twee seizoenen degradeerde de club. In 2013 promoveerde de club weer, maar moest ook nu na twee seizoenen weer een stap zetten. In 2009 nam de club ook deel aan de Copa do Brasil, en werd in de eerste ronde verslagen door Juventude.

## Bekende ex-spelers
- Marco Tulio
- Éder Ceccon